# Surian Borali
Surian Borali (n. 15 iunie 1960, Constanța – d. 15 ianuarie 1989, Galați) a fost un jucător de fotbal  român de etnie tătară, care a jucat pe postul de fundaș la multe echipe din România, printre care Farul Constanța, Dunărea Galați și Oțelul Galați. A făcut parte din echipa cu care Oțelul Galați debuta în cupele europene, la 7 septembrie 1988, învingând pe Juventus Torino cu 1-0. În ianuarie 1989 Surian Borali a fost găsit mort, în garsoniera care-i fusese repartizată de club, de către Gelu Popescu, colegul său din banda dreaptă a apărării. Jucătorul de origine tătară se spânzurase deoarece el iubea o româncă, însă părinții săi nu l-au lăsat să se însoare cu ea.

## Activitate
- Farul Constanța (1977-1982)
- Dunărea CSU Galați (1982-1987)
- Oțelul Galați (1986-1989)